# زيارت (مقاطعة دشتستان)
زيارت (بالفارسية: زیارت) هي قرية تقع في إيران في Ziarat Rural District. يقدر عدد سكانها بـ 2,903 نسمة .